# 高松秀恒
高松 秀恒（たかまつ ひでつね、1948年9月29日 - 2013年8月11日）は、神奈川県出身の元プロ野球選手（投手）。

## 来歴・人物
小田原城東高から、神奈川大学に進学するも中退。
3年間喫茶店のボーイをしながら、1971年にテストを受けドラフト外で大洋ホエールズに入団。下手投げからのシュート、カーブを武器とした。1974年に自ら申し出て現役を引退。
引退後は東京衛生学園専門学校を卒業してトレーナーとなり、日本ハムファイターズのトレーナーを担当したほか、高校から社会人までの野球選手やプロゴルファーといった幅広く治療を含めたトレーナーとして活動していた。
2013年8月11日、64歳で死去した。

## 詳細情報

### 年度別打撃成績
- 一軍公式戦出場無し

### 背番号
- 76 （1972年 - 1973年）
- 49 （1974年）